# John Laurie
John Paton Laurie (ur. 25 marca 1897 w Dumfries, zm. 23 czerwca 1980 w Chalfont St Peter) – szkocki aktor teatralny, filmowy i telewizyjny, współcześnie pamiętany m.in. z występów w filmach Laurence'a Oliviera na podstawie sztuk Szekspira, a także z serialu Armia tatuśka.

## Życiorys
Jako młody człowiek planował zostać architektem, jednak jego plany pokrzyżowała I wojna światowa, na której frontach walczył. Po powrocie do cywila studiował w szkole aktorskiej London's Central School of Speech and Drama. W początkowym okresie kariery specjalizował się w rolach szekspirowskich. W okresie międzywojennym grał też swoje pierwsze role filmowe w takich obrazach jak Juno i Paw (1930) czy 39 kroków (1935), a także w ekranizacji Jak wam się podoba w reżyserii Paula Czinnera z 1936 roku. W czasie II wojny światowej wstąpił do Home Guard, a równocześnie kontynuował karierę aktorską.
W 1944 zagrał w ekranizacji Henryka V Szekspira w reżyserii Laurence'a Oliviera. Później wystąpił jeszcze w dwóch szekspirowskich filmach tego reżysera: Hamlecie (1948) oraz Ryszardzie III (1955). Inne znane powojenne filmy z jego udziałem to m.in. Wyspa skarbów (1950), Pandora and the Flying Dutchman (1951), Hobson's Choice (1954) czy Więzień Zendy (1979). Często występował jako aktor charakterystyczny wyspecjalizowany w rolach Szkotów, w czym pomagał mu jego wyniesiony z domu rodzinnego szkocki akcent.
Największą popularność wśród szerokiej brytyjskiej publiczności zdobył mając już ponad 70 lat, za sprawą swojej roli w sitcomie Armia tatuśka. Grał tam szkockiego weterana I wojny światowej, z zawodu przedsiębiorcę pogrzebowego, który podczas II wojny - podobnie jak sam aktor w swoim życiu prywatnym - trafia do Home Guard. Występował w serialu przez cały okres jego emisji, od 1968 do 1977 roku.

### Życie prywatne
Był dwukrotnie żonaty. Jego pierwsza małżonka Florence Saunders zmarła w 1926 roku, po dwóch latach od ślubu. W 1928 poślubił Oonaę Todd-Naylor, z którą pozostał do końca życia. Miał z tego związku jedną córkę. Zmarł 23 czerwca 1980 w szpitalu w Chalfont St Peter, powodem zgonu była rozedma płuc. Zgodnie z jego życzeniem, jego ciało zostało skremowane, a prochy rozsypane w morzu.